# Église de Rosenau
L'église de Rosenau (allemand:Rosenauer Kirche) est une église néo-gothique de briques dans l'ancien quartier de Rosenau au sud-ouest de ce qui était alors Königsberg en province de Prusse-Orientale, aujourd'hui Kaliningrad en Russie.

## Histoire
Le quartier de Rosenau, intégré à la municipalité en 1908, a connu une croissance démographique au début du XXe siècle qui a nécessité l'édification de nouveaux bâtiments d'habitation. Les travaux de construction de l'église ont commencé en 1914, mais ont dû être interrompus à cause de la guerre puis de l'inflation. Ils n'ont repris qu'en 1925 et se sont terminés en 1926. L'église de Rosenau était à l'époque une église paroissiale évangélique-protestante de l'Église protestante de l'Union prussienne. Ses fondations reposent sur des blocs de granite, restes d'un ancien fortin prussien. 
Elle n'a pas souffert des bombardements anglo-américains de juillet 1944 et a servi d'entrepôt lorsque le pouvoir soviétique s'est installé et que les habitants de la ville ont été expulsés, pour être remplacés par des citoyens soviétiques. Il a été décidé de la restaurer en 1990 et, une fois les travaux finis en 1992, elle a été donnée à la communauté orthodoxe qui l'a consacrée à l'Intercession de la Vierge.